# Luigi Cennamo
Luigi Cennamo (Monaco di Baviera, 7 febbraio 1980) è un ex calciatore italiano, di ruolo portiere.

## Statistiche

### Presenze e reti nei club
| Stagione         | Squadra          | Campionato       | Campionato | Campionato | Coppe nazionali | Coppe nazionali | Coppe nazionali | Coppe europee | Coppe europee | Coppe europee | Altre coppe | Altre coppe | Altre coppe | Totale | Totale |
| Stagione         | Squadra          | Comp             | Pres       | Reti       | Comp            | Pres            | Reti            | Comp          | Pres          | Reti          | Comp        | Pres        | Reti        | Pres   | Reti   |
| ---------------- | ---------------- | ---------------- | ---------- | ---------- | --------------- | --------------- | --------------- | ------------- | ------------- | ------------- | ----------- | ----------- | ----------- | ------ | ------ |
| 2012-2013        | Maccabi Netanya  | Lh               | 25+6       | -38 + -8   | CI+CdL          | 0+5             | -5              | UEL           | 2             | -2            | -           | -           | -           | 38     | -53    |
| 2013-2014        | Atromitos        | SL               | 26+3       | -14 + -5   | CG              | 1               | 0               | UEL           | 1             | 0             | -           | -           | -           | 31     | -19    |
| 2014-2015        | Atromitos        | SL               | 9          | -9         | CG              | 0               | 0               | UEL           | 2             | -4            | -           | -           | -           | 11     | -13    |
| Totale Atromitos | Totale Atromitos | Totale Atromitos | 35+3       | -23 + -5   |                 | 1               | 0               |               | 3             | -4            |             | -           | -           | 42     | -32    |
| 2015-2016        | Skoda Xanthi     | SL               | 22         | -26        | CG              | 2               | -2              | -             | -             | -             | -           | -           | -           | 24     | -28    |
| 2016-2017        | Lamia            | FL               | 0          | 0          | CG              | 0               | 0               | -             | -             | -             | -           | -           | -           | 0      | 0      |
| 2017-2018        | Panaitōlikos     | FL               | 3          | -4         | CG              | 2               | -2              | -             | -             | -             | -           | -           | -           | 0      | 0      |
| Totale carriera  | Totale carriera  | Totale carriera  | 85+9       | -91 + -13  |                 | 8               | -7              |               | 5             | -6            |             | -           | -           | 109    | -119   |

## Palmarès

### Club

#### Competizioni nazionali
- Campionato greco: 2

Olympiakos: 1998-1999, 2000-2001
- Coppa di Grecia: 1

Olympiakos: 1998-1999
- Football League: 1

Panetolikos: 2010-2011